# Володимирівка (Хмелівська сільська громада)
Володи́мирівка —  село в Україні,  Сумській області, Роменському районі. Населення становить 179 осіб. Входить до складу Хмелівської сільської громади. До 2020 орган місцевого самоврядування - Дібрівська сільська рада.

## Географія
Село Володимирівка розташоване на відстані 1 км від села Федотове та за 2 км від поселення Діброва.
Через село протікає струмок, що пересихає.

## Історія
Село постраждало внаслідок геноциду українського народу, проведеного урядом СРСР 1923-1933 та 1946-1947 роках.
12 червня 2020 року, відповідно до розпорядження Кабінету Міністрів України № 723-р «Про визначення адміністративних центрів та затвердження територій територіальних громад Сумської області», село увійшло до складу Хмелівської сільської громади.
19 липня 2020 року, в результаті адміністративно-територіальної реформи та ліквідації Роменського району(1930-2020), громада увійшла до складу новоутвореного Роменського району.

## Економіка
- Свино-товарна ферма (зруйнована).